# Alfred Wassard
Alfred Wassard Jørgensen (16. august 1906 i København – 31. december 1990) var en dansk jurist og konservativ politiker.

## Embedsmanden
Han var søn af købmand P.E. Jørgensen (død 1955) og hustru Agnes f. Larsen (død 1952), blev student fra Metropolitanskolen 1925 og cand. jur. 1933. Wassard var ansat i Arbejdsdirektoratet 1933-34, derefter i Direktoratet for Sygekassevæsenet til 1962, sidst som kontorchef.
Hans virke som embedsmand inden for sygehusvæsenet gjorde ham til formand for Foreningen af Tjenestemænd i Institutioner under Socialministeriet 1942-46 og 1949-61, medlem af bestyrelsen for Danske Statsembedsmænds Samråd 1943-62, redaktør af Samrådet (ministeriernes månedsblad) 1944-62, medlem af bestyrelsen for Danske Statsembedsmænds Samråds Enkeboligselskab fra 1963 og til formand for fortsættelsessygekassen Danmark 1962-67. Han var medlem af Danmarks Juristforbunds repræsentantskab 1955-57.

## Politikeren
Han gik ind i politik allerede i studietiden, hvor han blev medlem af Det Konservative Folkeparti, og blev i 1943 medlem af Københavns Borgerrepræsentation. I året 1947 sad han også i Folketinget. Fra 1949 og indtil 1973 var han medlem af hovedbestyrelsen for sit parti.
I 1962 blev han borgmester for Københavns Magistrats 4. afdeling, dvs. byplanborgmester, hvilket han var frem til 1978. Samme år som han blev borgmester, forlod han derfor Borgerrepræsentationen. Alfred Wassard prægede derfor byplanlægningen i hovedstaden det meste to årtier, hvor det ene årti var præget af vækst og det andet af stagnation. En af Wassards første beslutninger, støttet af det socialdemokratiske flertal i bystyret, var at forvandle Strøget til gågade den 17. november 1962.
I et tilbageblik i sin erindringsbog skriver Wassard: "Først efter at Ingvard Dahl i 1962 var blevet efterfulgt af Willy Brauer som sporvejsborgmester, fik vi i godt samarbejde med Urban Hansen som overborgmester gang i afskaffelsen af sporvognene." Han kalder han sig selv for "sporvognenes fjende nr. 1" (hans fremhævning), og betegner sig selv som en fjende af sporvogne, men ikke af den kollektive trafik, der i hans øjne vil sige busser og tunnelbaner.
I 1968 satte Wassard planlægningen i højsædet, idet han oprettede Generalplandirektoratet og ansatte Kai Lemberg som leder af dette. Lemberg skriver selv om denne politiske periode, at "Efterhånden tegnede der sig en konflikt mellem vækst- og nybyggeri-interesser, stærkest repræsenteret af Socialdemokratiet, der ønskede sanering, nye boliger og fuld beskæftigelse, og bevaringsinteresser hos de konservative: borgmester Laurits Estrup [sic] og hans senere efterfølger Alfred Wassard." Konflikten stak dog ikke dybere, end at den socialdemokratiske overborgmester Urban Hansen og Alfred Wassard kom til at stå for et langt samarbejde om by- og boligpolitikken. Begge tiltrådte samme år.
Sammen med Urban Hansen lancerede Wassard det ambitiøse Søringen-projekt, som blev vedtaget af Borgerrepræsentationen i 1959 og af Folketinget i 1964. Projektet omfattede et forslag om kraftig sanering af det indre Vesterbro, der i stedet skulle omdannes til en erhvervsbydel jævnfør City Plan Vest, og dets centrale og mest kontroversielle element var forslaget om en 6-sporet motorgade, der skulle begynde ved Lyngbyvej, fortsætte ad Nørre Allé-Tagensvej-Fredensgade og bugte sig langs østsiden af Søerne, passere Gammel Kongevej og Hovedbanegården for til slut at knytte an til færdselsårene ved havnen.
På grund af de ændrede tider efter oliekrisen skrinlagde trafikminister Jens Kampmann projektet i 1973, men i København fortsatte troen på projektet, hvorfor Wassard i endnu et år fortsatte nedrivningerne af Fredensgade-bebyggelsen langs ruten. Først 13. juni 1974 erklærede han projektet for dødt.
I sin egenskab af borgmester var Wassard formand for Københavns Bygningskommission og medlem af Københavns Boligkommission fra 1962, medlem af Statens Vejnævn fra 1962, af Byplannævnets københavnsafdeling fra 1962, af Egnsplanrådet for Københavnsegnen fra 1966, af Det særlige Bygningssyn og bestyrelsen for Statens Bygningsfredningsfond fra 1966, af Københavns Havnebestyrelse fra 1968.
Ved sin afgang blev han Kommandør af Dannebrog. Han bar også en række udenlandske ordener. Han udgav en erindringsbog, Det søde og det sure (1986), om sin politiske karriere. Han skrev også et par lokalhistoriske bøger: Københavns ældste kærne (1983) og København mellem Søerne og Amaliehaven (1984).
Wassard blev gift 1. gang 9. februar 1934 med Marie "Mimi" Jeanne Wassard (1. august 1908 i Lorient, Frankrig – 1961) 2. gang 29. marts 1963 med Ilse Pannewitz (f. 8. januar 1921 i Dresden). Hans første hustru knyttede ham til fransk kultur, og han var medlem af bestyrelsen for L'union française 1946-50 og for L'amicale française 1950-54.
Han og hans første hustru er begravet på Vestre Kirkegård.